# Pirámides
Pirámides – stacja metra w Madrycie, na linii 5. Znajduje się w dzielnicy Arganzuela, w Madrycie i zlokalizowana jest pomiędzy stacjami Acacias i Marqués de Vadillo. Została otwarta 6 czerwca 1968.